# Michail Vasiljevič Nevodčikov
Michail Vasiljevič Nevodčikov (rusky Михаил Васильевич Неводчиков, 1706 Tobolsk – po roce 1775) byl ruský obchodník, navigátor, kartograf, zeměměřič a průzkumník. Je pokládán za prvního objevitele Aleutských ostrovů.

## Životopis
O životě Michaila Nevodčikova před rokem 1742 toho není příliš známo. Podle většiny zdrojů pocházel z rodiny obchodníků z Tobolska. V jiných zdrojích je ale uváděn jako rodák z Velikého Usťugu, kde byl rolníkem.
V roce 1742 se Nevodčikov stal účastníkem Velké severní expedice, aby se jako geodet a kreslíř map vydal na lodi do Japonska a zmapoval vody a pobřeží. Dá se předpokládat, že musel mít již podobné zkušenosti z kartografie a musel se již dříve plavit na moři, jinak by mu tak zodpovědný úkol nebyl svěřen.
V roce 1745 postavil spolu s obchodníkem Sebajevským svou vlastní loď, na které vyplul jako navigátor do vod Tichého oceánu, aby našel nové země a nové ruské poddané. Objevil tři ostrovy z Aleutského souostroví, prohlásil místní Aleuty za ruské poddané a přinutil je platit jasak v bobřích kožešinách. Do podzimu 1746 působil na ostrově Attu, na zpáteční cestě se loď roztříštila o skály Karaginského ostrova, posádka se zachránila a přezimovala na břehu, kde trpěla hladem a kurdějemi. V létě 1747 se Nevodčikov s přeživšími lidmi vrátil na kajaku do Nižněkamčatsku. Na základě obvinění z vraždy Aleutů byl postaven před soud, ale byl zproštěn viny. V materiál u soudního procesu se poprvé v dokumentech objevil název Aleutské ostrovy.
Za objev nových ostrovů byl Nevodčikov 20. června 1752 oceněn povýšením a přidělením do Ochotsku, kde byl o rok později oficiálně povýšen do hodnosti navigátora. Od roku 1753 do roku 1767 se zúčastnil mnoha plaveb s různými úkoly na Kurilské ostrovy, Aleuty, ke břehům Kamčatky i Japonska. V roce 1767 odešel do důchodu a v záznamech je uvedeno, že odešel "pro zchátralost a slepotu".
Od roku 1771 vyučoval na ochotské navigační škole kartografii a navigaci.
V roce 1775 se podílel na návrhu přesunu ochotského přístavu do ústí řeky Ulji, řešil především praktickou hydrografickou část přesunu. Tato studie je poslední dochovaný záznam o jeho životě, není známo kdy a kde zemřel.

## Památky
Po Nevodčikovi je pojmenováno:
- Nevodčikův mys na Kamčatce
- Nevodčikova zátoka na Aleutských ostrovech
- Ulice ve Velikém Usťugu